# Udo Folgart
Udo Folgart (né le 13 juillet 1956 à Nauen) est un agriculteur et homme politique allemand (SPD). Entre 2004 et 2019, il est membre du Landtag de Brandebourg.

## Biographie
Udo Folgart grandit à Ribbeck. Après avoir obtenu son diplôme d'études secondaires en 1975, il effectue son service militaire de base de 1975 à 1977. Cela est suivi par un diplôme en agriculture à l'Université de Rostock avec un diplôme en génie agricole. Dans sa profession, il occupe un poste de direction de 1982 à 1986 et comme président de LPG Paaren de 1986 à 1990. Depuis 1990, il est directeur général d'Agro-Glien GmbH Paaren.
Folgart est le directeur général de l'Agrargesellschaft Uetz-Bornim mbH, qui est critiquée lorsqu'elle a fait une offre lucrative à de nombreux bailleurs à grande échelle avant l'expiration du bail. Le contexte de la critique des petites entreprises familiales locales est la crainte qu’elles ne soient exclues du marché en raison de la perte de terres.
En 1990, il est l'un des cofondateurs de l'initiative MAFZ (Märkisches Exhibition and Leisure Centre Paaren / Glien).
Udo Folgart est marié, père de deux enfants et vit à Grünefeld (commune de Schönwalde-Glien).

## Politique
Folgart est membre du SED. De 1982 à 2003, il est membre des conseils municipaux de Perwenitz (1982-1986) et de Grünefeld (1986–2003). Il est également membre de l'arrondissement du Pays de la Havel depuis 1998.
Udo Folgart est membre du Landtag de Brandebourg depuis octobre 2004. Il représente la circonscription Pays de la Havel I.
En tant que député indépendant, il est membre du groupe parlementaire SPD, qu'il représente au sein de la commission du développement rural, de l'environnement et de la protection des consommateurs. Après l'élection de 2004, il est également vu dans le cercle restreint des hommes politiques qui sont éligibles au poste de ministre de l'Agriculture et de l'Environnement. Folgart est membre du SPD depuis 2009.
Avant l'élection du Bundestag de 2009, le candidat à la chancelière du SPD, Frank-Walter Steinmeier, l'accepte dans son «équipe de compétence», dans laquelle Folgart est responsable de la concentration sur l'agriculture. Folgart est "porte-parole pour les zones rurales et l'agriculture".

## Autres mandats
Udo Folgart est président de l'Association des agriculteurs de Brandebourg de 2003 à 2016. V. (LBV), de 2006 à 2016 vice-président de l'Association des agriculteurs allemands (DBV) et de 1991 à 2015 président de l'Association des agriculteurs de l'arrondissement de Nauen e. V. (à partir de 1995 Association des agricultures de l'arrondissement du Pays de la Havel e. V. ).
Udo Folgart est membre honoraire du conseil consultatif de la Deutsche Bundesbank Berlin et en tant que président du conseil de surveillance de LAB Brandenburg GmbH ainsi que de l'association de parrainage "Ländliche Heimvolkshochschule am Seddiner See" V. actif. Il est également membre du conseil d'administration de la Nauen Water and Soil Association.
Les activités rémunérées sont en tant que président du conseil de surveillance de ZMP Bonn GmbH et les membres des conseils consultatifs d'AGRAVIS AG Münster et de R + V Versicherungs AG Wiesbaden.
Udo Folgart est membre du conseil d'administration de Landwirtschaftliche Rentenbank .